# Pascual Marquina Narro
Pascual Marquina Narro (n. Calatayud, Zaragoza; 16 de mayo de 1873 – f. Madrid; 13 de julio de 1948) fue un compositor y director de orquesta español.

## Vida
Nació en una familia de músicos. Su padre, Santiago Marquina Redrado era director de diversas orquestas, entre otras la Banda Musical de la Unión Bilbilitana, la Banda de Música de Tobé y la Banda de Música de Torrella. Las primeras lecciones de música las recibe de su padre, pero a partir de los siete años pasa a formar parte del Coro de Infantes de la Basílica del Santo Sepulcro, bajo la dirección de Ildefonso Pardos. A los nueve años toca la flauta travesera con la Banda Musical de la Unión Bilbilitana. A los quince escribe su primera composición, una obra para tenor y órgano, titulada Osarum. Se convierte en director de la Banda de Música de Daroca a los 17 años.
Dos años más tarde, hace el servicio militar en la Banda del Regimiento Luchana en Barcelona. A la vez estudia en el Conservatorio Superior Municipal de Música Barcelona composición y armonía, bajo la supervisión de José María Varela Silvari (1848-1926), Martínez Sorolla y Bonet, entre otros. En 1901 se convierte en director de la Banda de Música del Regimiento de Cazadores de Llerena y más tarde, en 1916, de la Banda de Música del Segundo Regimiento de Ingenieros de Zapadores de Madrid, con la que dio muchos conciertos tanto en España como en el extranjero.
En 1904 comienza a componer obras tonales para impresionar al público de Madrid. En 1914 se convierte en director del Teatro de la Zarzuela. Fue durante 18 años director artístico de la compañía discográfica La Voz de su Amo.
Se le entregó la Cruz de la Orden de Victoria del Reino Unido por una composición en la que reunía el himno español, la Marcha Real, y la canción popular God save the Queen, con ocasión de la boda de Alfonso XIII de España con Victoria Eugenia de Battenberg. También fue honrado con la cruz y la placa de la Orden de San Hermenegildo, la Cruz del Mérito Militar y la Cruz del Rif.
También es el compositor del «Rey del Pasodoble», el mundialmente famoso España cañí, que originalmente llevaba el nombre de El patronista Cañí, dedicado al patronista almanseño José López de la Osa.
La obra fue estrenada en Almansa (localidad en la que residía José López) en la calle Aniceto Coloma en la puerta de su vivienda, interpretada por la Banda de Ingenieros de Madrid.
La compuso en un viaje en tren a Madrid, inspirado en el traqueteo del tren.
Hay calles dedicadas a Pascual Marquina en las ciudades de Cartagena, Calatayud, Zaragoza, Oviedo, Montilla, Almansa y Villena.

## Obra

### Obras para banda
- 1905 Recreo Salamanca, wals
- 1906 Bodas reales, marcha militar
- 1907 ¡Viva la Jota!, pasodoble
- 1909 La toma del Gurugú, marcha militar
- 1909 Maricusa, wals
- 1909 Cazadores de Llerena, pasodoble
- 1910 De guardia, pasodoble
- 1913 La regolvedora, jota
- 1913 ¿Entre puente y puente?, wals-jota
- 1915 La Marcha de la Alegría (Marcha del Batallón Infantil)
- 1917 El 2º de Zapadores, marcha militar
- 1917 Nacional (dedicado al torero bilbilitano Ricardo Anlló Orrio "Nacional I")
- 1918 Gitanazo, pasodoble
- 1920 Villena, pasodoble
- 1921 Escena Anduluza, sinfonía
- 1922 Rosa de fuego, tango
- 1922 Vals en sol mayor
- 1922 Procesión de Semana Santa en Sevilla, marcha procesional
- 1923 España cañí
- 1924 Rubores (¡Viva Calatayud!), pasodoble
- 1925 Escena andaluza, pasodoble
- 1925 Ecos españoles, pasodoble
- 1925 Himno a la Virgen de Belén, Patrona de Almansa.
- 1927 Los caracoles, pasodoble
- 1927 Lanceros de la reina
- 1928 Brisa de Málaga, pasodoble
- 1928 Solera fina, pasodoble (dedicado al pueblo andaluz de Montilla).
- 1928 La canción de España, pasodoble
- 1929 Amontillado Fino, pasodoble (dedicado al pueblo andaluz de Montilla).
- 1930 Oviedo, pasodoble
- 1931 Joselito Bienvenida
- 1931 Gitana de Albaicín, pasodoble
- 1932 Er picaó, pasodoble
- 1934 Alegrías, pasodoble
- 1934 Claveles de Granada, pasodoble
- 1934 Himno a Daroca, para coro y banda
- 1934 Himno a la Virgen de la Peña, para coro y banda
- 1935 Cortijo sevillano, pasodoble
- 1935 Estampa aragonesa, pasodoble
- 1935 España y toros, pasodoble
- 1936 Civilón, pasodoble
- 1936 Cielo español, pasodoble
- 1936 Hermanas Palmeño, pasodoble
- 1936 Saviñán, pasodoble
- 1946 ¡Viva Aragón, que es mi tierra!, pasodoble
- Alegría del vivac, suite
- Cielo Andaluz, pasodoble
- Himno a la bandera española
- La bandera legionaria
- Los de Ricla
- Los Villares, pasodoble.

### Obras tonales
- 1928 El candil del rey, opereta - (junto con Miguel Mihura y Ricardo González)

(Zarzuelas)
- 1904 El tejemaneje
- 1904 La última copla  - libreto de José Jackson Veyán y Jesús de la Plaza
- 1905 Academia modelo (junto con Luis Foglietti)
- 1905 Consueliyo, 1 acto (junto con Pedro Córdoba) - libreto de Celestino León y Manuel Falcón
- 1905 La Marujilla, 1 acto (junto con Arturo Saco del Valle - libreto de José Jackson Veyan y Fernández Cuevas y Sabau
- 1905 Perico, el jorobeta,1 acto, (junto con Eduardo Fuentes) - libreto de Manuel Fernández Palomero y Antonio López Laredo
- 1905 El trianero,1 acto, (junto con Pedro Córdoba) - libreto: Juan Tavares y Antonio López
- 1906 La reina del tablao, 1 acto - libreto de Antonio Fernández Cuevas y José García Ontiveros
- 1907 El Barón de la Chiripa
- 1907 Las siete cabrillas, (junto con Tomás Borrás)
- 1908 Los gatos
- 1909 Los cabezudos, 1 acto (junto con Luis Foglietti) - libreto de Manuel Mora y José Gamero
- 1909 ¡Cuentan de un sabio que un día!, 1 acto (junto con Tomás Barrera) - libreto de Antonio Soler y Manuel Fernández Palomero
- 1909 Los cabezudos
- 1909 La ola negra
- 1910 El dulce himeneo, 1 acto - libreto de Antonio Soler y Manuel Fernández Palomero
- 1911 Sangre y Arena, 1 acto (junto con Pablo Luna) - libreto de Gonzalo Jover y Emilio González del Castillo según una novela de Vicente Blasco Ibáñez
- 1912 El banderín de la cuarta, (junto con Luis Foglietti) - libreto de Manuel Fernández Palomero
- 1913 El tren de lujo, 1 acto, (junto con Celestino Roig) - libreto de Miguel Mihura y Ricardo González del Toro
- 1913 El niño castizo  (junto con Luis Foglietti)
- 1914 El chavalillo, 3 escenas (junto con Enrique Bru) - libreto de Antonio Velasco Zazo, Enrique Paradas y Joaquín Jiménez
- 1914 Casa del Sultán
- 1914 La trianera, (La cantaora de tablao), (junto con Manuel Martínez Faixá)
- 1914 El soldado de cuota, (junto con Luis Foglietti)
- 1914 Los traperos de Madrid, (junto con Luis Foglietti)
- 1914 El querer de una gitana, 1 acto (junto con Manuel Quislant) - libreto de Manuel Fernández Palomero
- 1915 Las abejas del amor
- 1915 La alegría de la casa
- 1915 La Gioconda
- 1915 Hace falta una mujer
- 1915 La niña curiosa
- 1915 El Pañolón de Marina, (junto con Cayo Vela)
- 1916 La Granja de los amores
- 1916 La Triste y escacharrada
- 1917 A ver que pasa
- 1918 Lo que a usted no le importa, (junto con José Cabas Quiles)
- 1918 Madrid a oscuras
- 1918 Señoras garantizadas
- 1920 Palacio de ensueño
- 1921 La alegría de las mujeres
- 1924 Lisbeth
- 1925 Santa María del Mar, (junto con Cayo Vela) - libreto de Luis Pascual Frutos y Luis Manegat
- 1925 Sol y caireles, (junto con José Padilla - libreto de Manuel Fernández Palomero
- 1926 La bandera legionaria, - libreto de Manuel Fernández Palomero
- 1928 Madrid Charlestón
- L'hivern (junto con Enrique Morera)
- La Golferancia

### Música vocal
- 1888 Osarum, para tenor y órgano
- 1920 Amor y olvido, canción
- 1927 Pelucona señorona (canción). Estrenada en el "Festival Goya" de Calatayud
- 1933 Tongorongo y Palabritas, canciones antillanas
- 1934 Ana Rosa, canción - (dedicada al tenor aragonés Juan García)
- Esperanza Iris
- Carmen Flores
- La Goya
- Pastora Imperio
- Silverio, para coro y piano - texto de Emilio Guillen Pedemonti

### Obras para coro
- 1928 Himno de la Unión de Radioyentes Españoles
- Los de Ricla

### Obras para piano
- 1904 Penas andaluzas (capricho para piano)